# 毛利高重
毛利 高重（もうり たかしげ）は、江戸時代前期の大名。豊後国佐伯藩の第4代藩主。官位は従五位下・安房守。

## 略歴
第3代藩主・毛利高直の長男として誕生。
寛文4年（1664年）、父の死去により家督を継ぐ。藩政では家老・磯部平兵衛らの不正が発覚して、これらを辞任させている。天和2年（1682年）4月7日、臼杵藩主・稲葉景通に招かれて宴を催されているときに急死した。享年21。法号は竹林院。
嗣子が無かったため、養嗣子の高久（久留島通清の三男）が継いだ。

## 系譜
父母
- 毛利高直（父）

養子
- 毛利高久 ー 久留島通清の三男